# Kepler-48
Kepler-48 è una stella nana arancione, situata nella costellazione del Cigno, di magnitudine apparente 13, distante 1010 anni luce dalla Terra.. Attorno alla stella sono stati scoperti cinque pianeti extrasolari, quattro tra il 2012 e il 2014, e il quinto nel 2023.

## Caratteristiche
Si tratta di una stella variabile eruttiva, classificata come nana arancione di classe spettrale K0 V, essendo leggermente più piccola e fredda del Sole. Infatti ha una massa e un raggio pari a circa il 90% di quelli Sole e una temperatura superficiale di 5160 K, rispetto ai 5700 K del Sole.

## Sistema planetario
I tre pianeti più interni, individuati con il metodo del transito nell'ambito della Missione Kepler, sono delle super terre, avendo densità comprese tra circa 3 e 6 (massimo 10) kg/m³, masse tra circa 4 e 14 volte quella della Terra e raggi circa il doppio di quello terrestre.
Per quanto riguarda i due pianeti più esterni, essendo stati individuati con il metodo delle velocità radiali, non ne sono noti raggi e densità, ma avendo masse pari a circa quella di Giove (Kepler-48 f) o pari a circa il doppio (Kepler-48 e), sono probabilmente giganti gassosi.

### Prospetto del sistema[6]
| Pianeta | Tipo            | Massa           | Raggio         | Densità           | Periodo orb. | Sem. maggiore | Eccentricità | Scoperta |
| ------- | --------------- | --------------- | -------------- | ----------------- | ------------ | ------------- | ------------ | -------- |
| b       | Super Terra     | 3,94±2,10 M⊕    | 1,855±0,094 R⊕ | 5,71 ± 2,50 kg/m³ | 4.79 giorni  | 0.054 UA      |              | 2012     |
| c       | Super Terra     | 14,61±2,30 M⊕   | 2,560±0,071 R⊕ | 3,64 ± 1,09 kg/m³ | 9.67 giorni  | 0.086 UA      |              | 2012     |
| d       | Super Terra     | 7,93±4,6 M⊕     | 1,980±0,065 R⊕ | 6.31 ± 4,03 kg/m³ | 42.9 giorni  | 0.233 UA      |              | 2014     |
| e       | Gigante gassoso | 657±25 M⊕       |                |                   | 982 giorni   | 1,90 UA       |              | 2014     |
| f       | Gigante gassoso | 298,58±92,71 M⊕ |                |                   | 5220 giorni  | 5,72 UA       | 0,015        | 2023     |